# Stopplaats Den Horn
Stopplaats Den Horn (afkorting Dhn) is een voormalige stopplaats aan de Nederlandse spoorlijn Harlingen - Nieuwe Schans, de spoorlijn Harlingen - Leeuwarden - Groningen - Nieuweschans. De stopplaats lag bij Den Horn tussen de huidige stations Zuidhorn en Groningen.
De stopplaats in Den Horn werd geopend in 1885 en gesloten op 15 mei 1938. Tegenwoordig staan er in de omgeving van de voormalige stopplaats nog verschillende wachterswoningen.